# Stożek glacifluwialny
Stożek glacifluwialny (stożek sandrowy) – rodzaj formy powierzchni Ziemi, który powstaje w wyniku działalności akumulacyjnej rzek wypływających z lodowców górskich.
Stożki glacifluwialne składają się głównie z materiału żwirowego. Te stożki cechują się większym nachyleniem niż powstające na niżu sandry.
W Polsce typowe stożki glacifluwialne znajdują się na północnym przedpolu Tatr.